# Capsola
La Capsola és una muntanya de 1.595,9 m alt del terme comunal de Saorra, de la comarca del Conflent, a la Catalunya del Nord.
És a la zona sud-occidental del terme de Saorra, a llevant del Bosc Domanial de Tres Estelles, en els vessants nord-orientals del Pic de Tres Estelles.